# Stephen Daldry
Stephen David Daldry (Dorset, 2 maggio 1960) è un regista britannico attivo in campo teatrale, televisivo e cinematografico.
È stato candidato all'Oscar come miglior regista per i primi tre lungometraggi da lui girati: Billy Elliot (2000), The Hours (2002) e The Reader - A voce alta (2008). Ha inoltre vinto tre Tony Award: alla miglior regia di un'opera teatrale nel 1994 per An Inspector Calls e nel 2021 per The Inheritance, e nel 2009 per la regia del musical Billy Elliot the Musical.

## Biografia
Stephen Daldry è nato nel Dorset, figlio del banchiere Patrick Daldry e della cantante Cherry Thompson Daldry. Cominciò a recitare da adolescente in una compagnia teatrale amatoriale a Taunton, dove si era trasferito con la famiglia, e all'età di diciotto anni vinse una borsa di studio per l'Università di Sheffield, dove si laureò in letteratura inglese. Dopo aver vissuto in Italia per un anno, Daldry tornò in Inghilterra per studiare recitazione a Loughton.
La carriera artistica di Daldry cominciò al Crucible Theatre di Sheffield con la direttrice artistica Clare Venables, prima di trasferirsi a Londra. Fu direttore artistico del Metro Theatre Company dal 1984 al 1986, del Gate Theatre di Londra dal 1989 al 1992 e del Royal Court Theatre dal 1992 al 1998. In questi anni si affermò come apprezzato regista teatrale, dirigendo un acclamato allestimento di An Inspector Calls a Londra e Broadway, dove nel 1994 vinse il Tony Award alla miglior regia di un'opera teatrale.
Nel 2000 fece il suo debutto cinematografico con il film Billy Elliot, per cui ottenne una nomination all'Oscar al miglior regista. Nel 2002 fu nuovamente candidato all'Oscar per la regia del suo secondo film, The Hours, tratto dal romanzo premio Pulitzer di Michael Cunningham. Nel 2005 curò la regia anche dell'adattamento teatrale del film, Billy Elliot the Musical, che al suo debutto a Broadway nel 2009 valse a Daldry il suo secondo Tony Award, alla miglior regia di un musical. Nel 2008 diresse il suo terzo film, The Reader - A voce alta, che valse a Kate Winslet l'Oscar alla miglior attrice e a Daldry la terza nomination all'Oscar alla miglior regia. Nel 2014 il suo film Trash vinse il Premio del pubblico BNL del Festival internazionale del film di Roma.
Negli anni 2010 ottenne altri successi sulle scene, dirigendo Helen Mirren nel dramma The Audience e curando la regia di un acclamato revival di Skylight, che vinse il Tony Award al miglior revival di un'opera teatrale. Nel 2018 ha diretto la prima della pièce di Matthew Lopez The Inheritance al Young Vic di Londra, per cui ha vinto il Laurence Olivier Award alla miglior regia; l'anno successivo Daldry ha nuovamente diretto il dramma a Broadway, vincendo il suo terzo Tony Award come regista.

### Vita privata
Pur essendo sposato con Lucy Sexton dal 2001, Daldry si definisce gay, dato che ritiene che il termine "bisessuale" crei confusione. Precedentemente, il regista era stato impegnato in una relazione con lo scenografo Ian MacNeil per tredici anni.

## Filmografia

### Regista

#### Cinema
- Billy Elliot (2000)
- The Hours (2002)
- The Reader - A voce alta (The Reader) (2008)
- Molto forte, incredibilmente vicino (Extremely Loud and Incredibly Close) (2011)
- Trash (2014)

#### Televisione
- The Crown - serie TV, 4 episodi (2016-2017)
- Together - film TV (2021)

#### Cortometraggi
- Short (2008)

### Produttore

#### Cinema
- Mickybo & Me (Mickybo and Me), regia di Terry Loane (2004)
- Guy X, regia di Saul Metzstein (2005)
- Son of Man, regia di Mark Dornford-May (2006)

#### Televisione
- Omnibus - serie TV, 1 episodio (2001)
- The Crown - serie TV, 30 episodi (2016-2019)

## Teatro
- Pioneers in Ingoldstadt di Marieluise Fleißer. Gate Theatre di Londra (1991)
- Machinal di Sophie Treadwell. National Theatre di Londra (1993)
- The Kitchen di Arnold Wesker. Royal Court Theatre di Londra (1993)
- Un ispettore in casa Birling di J. B. Priestley. National Theatre di Londra (1993), Royale Theatre di Broadway (1994)[15]
- Rat in the Skull di Ron Hutchinson. Duke of York's Theatre di Londra (1995)
- Via Dolorosa di David Hare. Booth Theatre di Broadway (1999)
- Far Awary di Caryl Churchill. Royal Court Theatre (2000) e Noël Coward Theatre di Londra (2001); New York Workshop di New York (2002)
- A Number di Caryl Churchill. Royal Court Theatre (2002)
- Billy Elliot the Musical, libretto di Lee Hall, colonna sonora di Elton John. Victoria Palace Theatre di Londra (2005), Imperial Theatre di Broadway (2008)
- The Audience di Peter Morgan. Gielgud Theatre di Londra (2013), Gerald Schoenfeld Theatre (2015)
- Skylight di David Hare. Wyndham's Theatre di Londra, John Golden Theatre di Broadway (2014)
- The Jungle di Joe Murphy e Joe Robertson. Young Vic (2017), Playhouse Theatre di Londra (2018), St. Ann's Warehouse di New York (2018)
- The Inheritance di Matthew Lopez. Young Vic e Noël Coward Theatre di Londra (2018), Ethel Barrymore Theatre di Broadway (2019)
- Stranger Things: The First Shadow di Kate Trefry. Phoenix Theatre di Londra (2023)